# Ponomarevite
La ponomarevite è un minerale.